# قلعه یزدگرد (زرده)
زندان قلعه یزدگرد یا قلعه یزدگرد مربوط به دوره اشکانیان است و در شهرستان دالاهو، بخش مرکز ی، دهستان بان زرده، ۷۰۰ متری جنوب روستای زرده واقع شده و این اثر در تاریخ ۲۷ اسفند ۱۳۸۶ با شمارهٔ ثبت ۲۲۴۶۰ به‌عنوان یکی از آثار ملی ایران به ثبت رسیده‌است.

## قلعه یزد گرد
مجموعه بناهای یادمانی قلعه یزدگرد در هجده کیلومتری سه راهی ریجاب به سرپل ذهاب در استان کرمانشاه قرار دارد. این مجموعه با گستره تقریبی چهل کیلومتر مربع از سمت شمال غرب با پرتگاه تندی به جلگه ذهاب و از طرف شمال و شرق به صخره‌های پلکانی دالاهو محدود می‌شود.
بر پایه نخستین پژوهش‌ها و کاوش‌های باستان‌شناسی که پیش از انقلاب توسط هیئت باستان شناختی کانادایی ادوارد کیل صورت گرفت در این منطقه و بر طبق گچ بری‌های مکشوفه از بنای معروف به «گچ گمبد» زمان ساخت این مجموعه به دوره ساسانی نسبت داده شد. اما کاوش‌های بعدی در این منطقه نشان داد بسیاری از مجموعه بناهای این محوطه متعلق به اواخر دوره اشکانی است. این مجموعه شامل چند محوطه‌است:

### دیوار گچ
خطی از استحکامات به طول دو و نیم کیلومتر و عرض دو تا چهار متر است و با قلوه و لاشه سنگ به همراه ملاط گچ ساخته شده‌است. این حصار در فواصل منظم دارای برج‌هایی با نیم دایره می‌باشد که از این برج‌ها علاوه بر پشتبند به عنوان اتاق‌های نگهبانی استفاده کرده‌اند.
جهت احداث جاده به روستای زرده و همچنین احداث کانال آبیاری باغات منطقه مورد تخریب اساسی قرار گرفته، از طرفی اهالی از قلوه سنگ‌های تخریب شده دیوار نیزجهت جداسازی حریم باغات خود استفاده کرده و باعث از بین رفتن بیش از پیش این دیوار شده‌اند.

### آشپزخانه
در انتهای پایین دیوار مجموعه‌ای از استحکامات قرار دارد و به احتمال زیاد محل استقرار سربازان بوده‌است.

### دروازه
دو برج منفرد در ابتدای دیوار دفاعی قرار گرفته‌است. این مکان دروازه خوانده می‌شود.

### جای دار
در حال حاضر این محوطه بین باغ‌های روستای «زرده» قرار دارد. آثار بر جای مانده در این محوطه نوعی استحکامات دفاعی با دیوارها و برج‌های تعبیه شده در آن را نشان می‌دهد. این بنا احتمالاً ترکیبی از دژ قلعه برای کل محوطه بوده‌است.

### تپه رش
در سطح این محوطه مقدار زیادی سفال از دوره‌های گوناگون به دست آمده‌است.

### قلعه یزدگرد
این بنا در یکی از بلندترین ارتفاعات قرار دارد. پیرامون این قلعه را حصاری با برج‌های نیم دایره‌ای شکل احاطه کرده‌است. قطر این برج‌ها بین دو تا شش متر است و با فاصله شش تا شانزده متر از یکدیگر قرار گرفته‌اند.

### گچ گمبد
این محوطه که به نام «میدان» نیز شناخته می‌شود دارای گستره تقریبی ۸۰۰×۴۰۰ متر است. اطراف این مجموعه را حصاری با برج‌های نیم دایره‌ای شکل دربر گرفته‌است. در بخش جنوبی آن پردیس و در بخش شمالی آن کاخی به چشم می‌خورد و تزیینات گچی بسیاری از درون آن به دست آمده‌است.

### قلعه بهنیا
این بنا در روستای «بان گمبد» قرار دارد. کاوش‌های باستان شناختی نشان داده‌است که این بنا آتشکده‌ای از دوره ساسانی بوده و در اوایل اسلام با الحاق فضاهایی به آن، تبدیل به کارگاه شیشه‌گری شده‌است. این بنا هم‌اکنون در دست بازسازی قرار دارد.

### نقاره خانه
این بنا در شمال شرقی بنای قلعه یزدگرد و بر روی ارتفاعات قرار دارد. این بنا برج دیده‌بانی بود.

### آشیه وا
این بنا در شمال غربی بنای قلعه یزدگرد و بر روی ارتفاعات قرار گرفته‌است. این بنا نیز برج دیده‌بانی بود. (آشیه وا به معنی آسیاب بادی می‌باشد که در زبان پهلوی با این معنی برابری می‌کند)